# Gaig terrestre escatós
El gaig terrestre escatós (Geobiastes squamiger) és una espècie d'ocell de la família dels braquipteràcids (Brachypteraciidae) i única espècie del gènere Geobiastes. Habita el pis inferior de la selva humida de Madagascar.